# Frederico I da Suécia
Frederico I (Cassel, 1676 – Estocolmo, 1751) – conhecido em sueco como Fredrik I – foi um nobre alemão que foi rei da Suécia, de 1720 até sua morte em 1751.                                                                                                                                O então conde Frederico de Hessen, na Alemanha, casou em 1715 com Ulrica Leonor, rainha da Suécia, e ascendeu ao trono do país, por concessão do Parlamento da Suécia (Riksdagen) em 1719, quando a rainha abdicou em seu favor.                                                                                                                                 Apesar de ser o monarca, Frederico I não exerceu na prática a regência do reino. 

Frederico ganhou notoriedade militar na Guerra da Sucessão Espanhola, e casou em 1718 com Ulrica Leonor, rainha da Suécia após a morte de seu irmão Carlos XII na Grande Guerra do Norte. Com a abdicação da monarca, Frederico ascendeu em 1720 ao trono do país, após ter entregue a maior parte dos poderes ao Parlamento.

Reinou como monarca constitucional, não mostrando grande interesse pela governação, e tendo Arvid Horn como secretário de Estado (kanslipresident).
Em 1751, morreu sem deixar herdeiros legítimos, pelo que o parlamento sueco designou Adolfo Frederico como novo regente do reino.